# زهانة الشمالية (عامر السفلية)
زهانة الشمالية هي إحدى مشيخات المملكة المغربية، تتبع جغرافيا لإقليم القنيطرة وإداريًا لعامر السفلية. يقدر عدد سكانها بـ 3877 نسمة حسب الإحصاء الرسمي للسكان والسكنى لسنة 2004.